# Ernst Trygger
Ernst Trygger, född 27 oktober 1857 i Skeppsholms församling i Stockholm, död 23 september 1943 i Oscars församling i Stockholm, var en svensk politiker (högerman), juris professor och finansman. Han var riksdagsman åren 1898–1937 (första kammaren), ledare för förstakammarhögern åren 1913–1933, Sveriges statsminister åren 1923–1924, Sveriges utrikesminister åren 1928–1930 och universitetskansler åren 1926–1937.

## Biografi
Ernst Trygger var son till kaptenlöjtnanten Alfred Trygger och Charlotte von Schmiterlöw.
Efter en diger vetenskapskarriär, vilken omfattade en juris utriusque doktorsgrad 1885, en docentur i svensk allmän lagfarenhet, romersk rätt och rättshistoria, 1888 en professorsfullmakt och 1889 en professur vid Uppsala universitet i processrätt, prorektor 1901–1905, blev han först invald i riksdagens första kammare för Kopparbergs läns valkrets 1897 och spelade en aktiv roll i 1895–1898 års unionsrevisionskommitté. Under åren 1905–1907 var han också justitieråd i Högsta domstolen. Under den lagtima riksdagen 1905 samt under åren 1908 till 1910 var han ordförande i lagutskottet. Under året 1911 var han även ordförande i konstitutionsutskottet. År 1912 blev Trygger invald i Stockholms stads valkrets, också i första kammaren.
I samband med det så kallade bondetåget 1914 och den därpå följande borggårdskrisen, varvid regeringen Staaffs försvarspolitik desavouerades, var Trygger en av kungens (och drottningens) främsta rådgivare, och han motarbetade i det längsta parlamentarismens implementering som grund för regeringsmaktens utövning. Först efter första världskriget och det demokratiska genombrottet 1918, under den liberala/socialdemokratiska regeringen Edén, kom Trygger att acceptera utvecklingen, genom vad han kallade en ”intelligent anpassning".
När Hjalmar Brantings socialdemokratiska ministär föll på frågan om arbetslöshetsunderstöd 1923, gick kungens bud om att bilda regering till Trygger. I tre år hade Branting strävat efter att hålla högern utanför regeringen och återupprätta samarbetet med liberalerna. Nu hade den strategin nått sitt slut. Förstakammarhögerns ledare nådde nu slutligen statsministerposten, som andrakammarhögerns ledare Arvid Lindman tidigare hindrat honom att nå 1920. Efter valet 1924, då högern visserligen gick fram, fick Trygger lämna plats för Branting, vars parti gjort än större valframgångar och dessutom hade utsikt att nå en uppgörelse med de frisinnade om försvaret.
Efter det hätska och oförsonliga andrakammarvalet 1928, det så kallade ”kosackvalet”, bildade Arvid Lindman regering tillsammans med Trygger, som blev utrikesminister. Efter att högerregeringen hade tvingats avgå 1930 började långsamt men säkert Trygger trappa ner på sina politiska förtroendeuppdrag, och lämnade över ledarskapet för förstakammarhögern till förre jordbruksministern Johan Bernhard Johansson i december 1933.
Från 1922 till sitt frånträde från riksdagen 1937 var Trygger första kammarens ålderspresident. Åren 1926–1937 var Trygger universitetskansler. Han invaldes som ledamot av Kungliga Vetenskapsakademien 1925.

### Privatliv
Ernst Trygger gifte sig 1891 med filosofie kandidat Signe Söderström, dotter till grosshandlaren Christian Söderström. De fick tre barn tillsammans, däribland tidnings- och finansmannen Carl Trygger och Ulla, gift med Gustaf af Ugglas, ägare till Forsmarks bruk. År 1914 lät de bygga Tryggerska villan i Diplomatstaden i Stockholm.
Efter att ha brutit benet hösten 1943 insjuknade Trygger allvarligt och avled, 85 år gammal. Han är begraven på Norra begravningsplatsen utanför Stockholm.

## Priser, ledamotskap och utmärkelser

### Ledamotskap
- Hedersledamot av Kungl. Vitterhets Historie och Antikvitets Akademien, 1922.[5]
- Ledamot av Kungl. Vetenskapsakademien, 1925.[5]

### Utmärkelser
- Riddare och kommendör av Kungl. Maj:ts orden (Serafimerorden), 6 juni 1926.[6]
- Uppsala universitets Gustaf Adolfs-medalj i guld, 1932.[5]

## Bibliografi

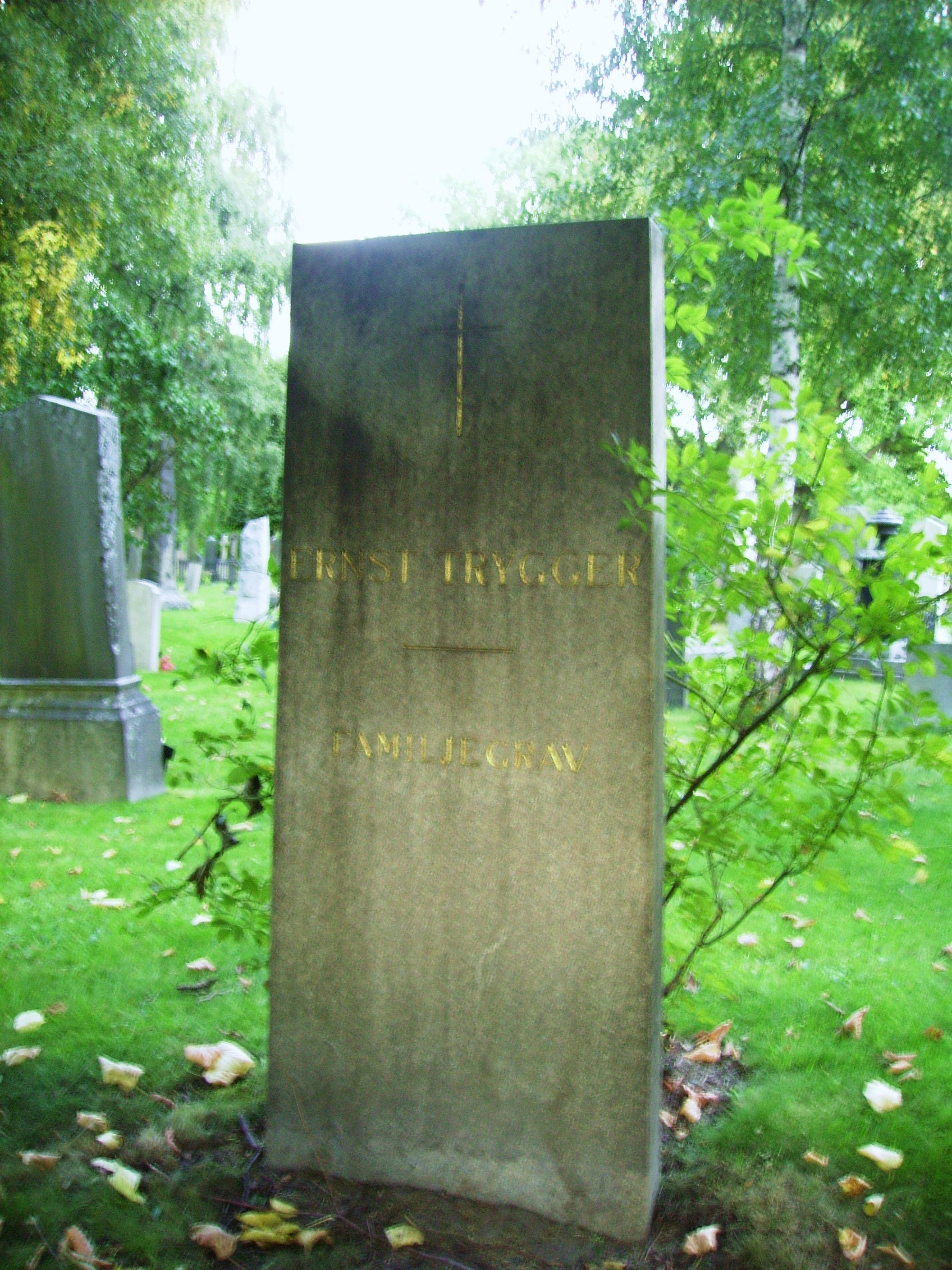
Ernst Tryggers gravvård på Norra begravningsplatsen i Stockholm.